# Psychobilly
Genres dérivés
Gothabilly
Le psychobilly est un genre musical mêlant rockabilly et garage rock, sous influence du punk rock, puis du heavy metal. Il est à l'origine de quelques sous-genres tels que thrashabilly, punkabilly, surfabilly et gothabilly. Merriam-Webster le définit comme « une musique mêlant punk rock et rockabilly » ; un autre dictionnaire le définit comme « une musique frénétique. » About.com définit le psychobilly comme « une reprise du style de rock orienté country connue sous le nom de rockabilly... »
Sur le modèle du rockabilly américain des années 1950, il se caractérise par une orchestration minimaliste (guitare, contrebasse, batterie), mais s'en distingue par des paroles plus explicites, directement inspirées de la science fiction, des films d'horreur et de la trash culture (romans de gare, pulp fictions). On y trouve également l'évocation d'une sexualité outrancière et de pathologies mentales assumées - le terme de psychobilly est inspiré du film Psychose, d'Alfred Hitchcock). Tout comme la new-wave ou le punk rock, le psychobilly se démarque par une marginalité affichée et une attitude ouvertement sociopathe. Les groupes de psychobilly éviteraient des paroles politiquement engagées, car un positionnement politique trop « sérieux » a trop souvent divisé la jeunesse britannique de la fin des années 1970 au début des années 1980.
Le psychobilly trouve ses origines dans la scène punk underground de New York des années 1970, avec notamment The Cramps, souvent considéré comme le premier groupe du genre. Le genre a gagné en popularité en Europe au début des années 1980 avec le groupe britannique The Meteors, mais est resté underground aux États-Unis jusqu'aux années 1990,. La seconde vague de psychobilly débute avec la sortie du premier album de Demented Are Go, In Sickness and In Health, sorti en 1986. Le genre se répand ensuite rapidement en Europe, inspirant un grand nombre de nouveaux groupes comme Mad Sin (formé en Allemagne en 1987), Nekromantix (formé au Danemark en 1989), qui fait paraître l'album Curse of the Coffin en 1991, les Wampas et les Washington Dead Cats en France, Jekills en Belgique ou encore Batmobile (Pays-Bas).

## Histoire
L'évolution du psychobilly comme genre musical est souvent démontrée à chaque instant de son histoire. La première vague débute au Royaume-Uni au début des années 1980, la seconde vague prend place à la fin de la décennie et se répand dans le reste de l'Europe, et la troisième est lancée pendant les années 1990 durant laquelle le genre se popularise auprès du grand public.

### Origines

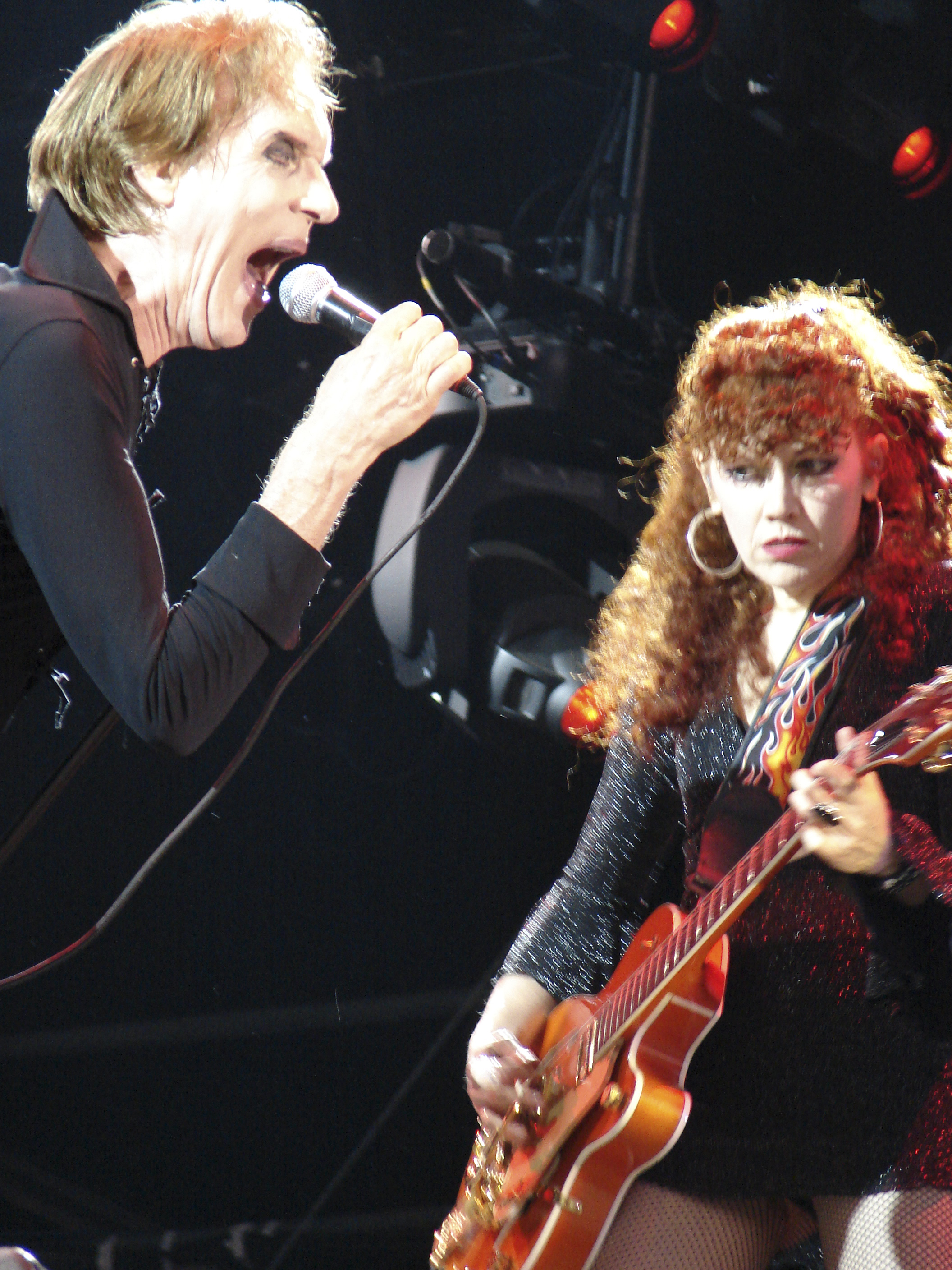
The Cramps sont considérés comme les procréateurs du psychobilly.

Le terme de « rockabilly voodoo » est utilisé sur des tracts publicitaires. Au milieu et à la fin des années 1970, alors que le punk rock se popularise, de nombreux groupes de rockabilly et garage rock qui influenceront le développement du psychobilly. Le terme « psychobilly » est initialement utilisé dans les paroles de la chanson country One Piece at a Time, écrit par Wayne Kemp pour Johnny Cash, une chanson au top 10 aux États-Unis en 1976.
Les membres du groupe rock The Cramps, formé à Sacramento en 1972 puis délocalisé à New York en 1975 où ils participent au développement du mouvement punk, attribuent le terme à la chanson de Cash et classent leur musique dans les catégories « psychobilly » et « rockabilly voodoo » sur des flyers de leurs concerts. The Cramps rejettent leur implication dans la sous-culture psychobilly, notant : « on n'a même pas décrit notre musique de 'psychobilly' dans nos flyers ; on utilisait des termes pour booster notre business. Ca ne devait pas devenir un style musical. » Néanmoins, The Cramps, avec des artistes comme Screamin' Jay Hawkins, sont considérés comme des précurseurs importants du psychobilly,. La musique des Cramps s'inspire clairement du son et de l'attitude du rockabilly américain des années 1950 d'artistes comme Hasil Adkins, dont la chanson She Said qu'ils reprennent dans la compilation Bad Music for Bad People sortie en 1984,. Leur album Songs the Lord Taught Us, sorti en 1979, inspire le développement du genre psychobilly.

### Première vague en Grande-Bretagne

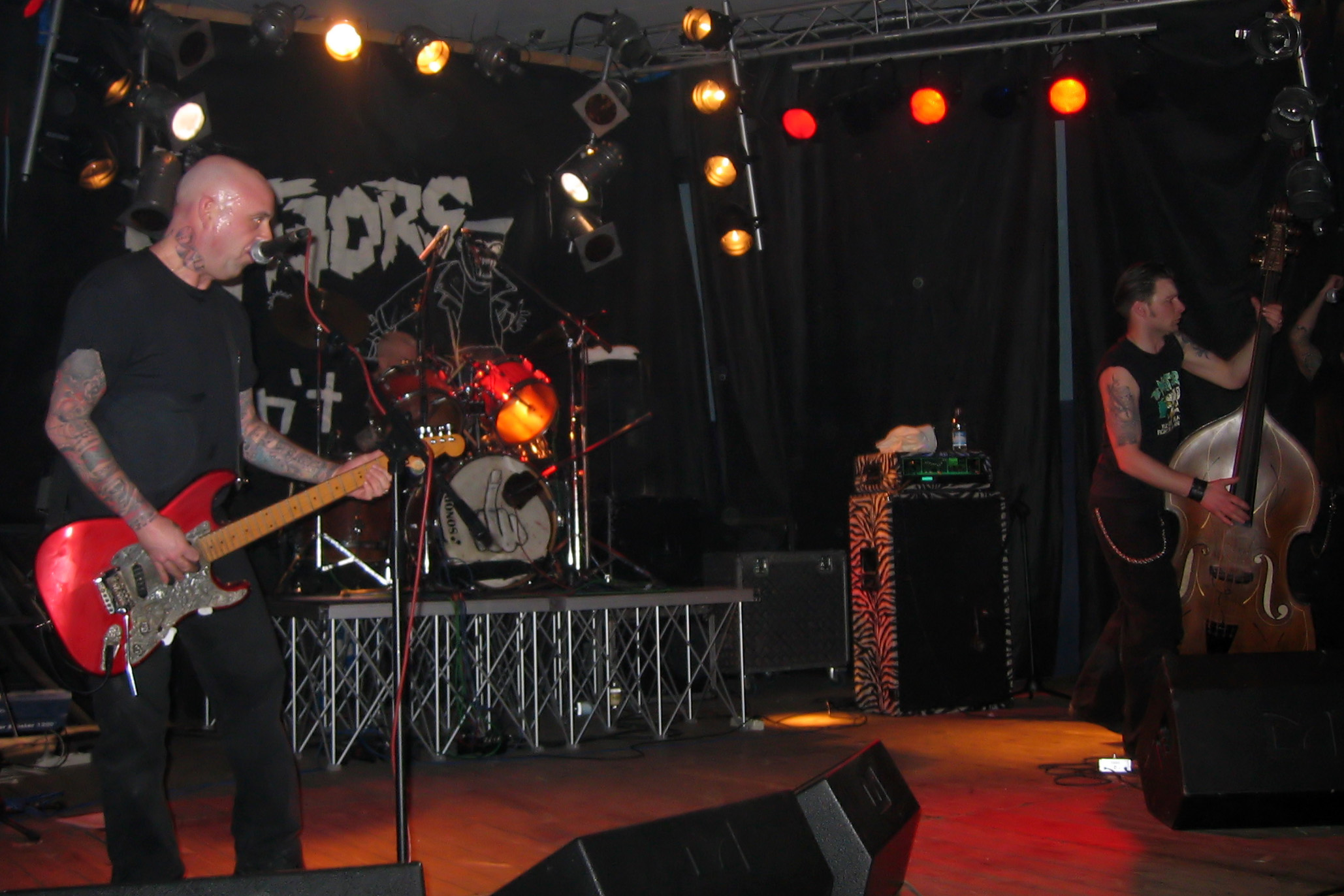
The Meteors sont considérés comme les meneurs de la première vague du psychobilly.

About.com considère The Meteors comme « le premier véritable groupe de psychobilly » et note leur mélange de « thèmes d'horreur, de punk et de rockabilly. » Formés au sud de Londres en 1980, ils sont principalement considérés comme le premier vrai groupe du genre. Leurs albums In Heaven (1981) et Wreckin' Crew (1983) sont les premières fondations du genre,. « Après s'être lancé dans le genre neo-rockabilly, les Meteors sont rapidement évités car trop différents. Ils sont expulsés de concerts rockabilly sous prétexte qu'ils jouent une musique trop extrême pour avoir les cheveux verts. » The Meteors mêlent éléments de punk rock, rockabilly, et thèmes de films d'horreur à leur musique. Un autre rédacteur explique que American Nightmare des Misfits pourrait être la première chanson de psychobilly.
The Meteors orientent également la politisation du psychobilly en réponse au comportement des partis politiques de droite et de gauche qui divisent à l'époque la jeunesse britannique. Les fans des Meteors, surnommés « the Crazies », sont souvent associés à l'invention du slam dancing connu sous le nom de wrecking, lui-même associé au mouvement psychobilly. Le groupe Sharks, formé à Bristol en 1980, suit de très près The Meteors avec leur album Phantom Rockers,. Demented Are Go est un groupe gallois de psychobilly formé aux alentours de 1982 à Cardiff. Il est l'un des groupes de la première vague à mêler punk rock et rockabilly, et est par conséquent considéré comme très important dans le développement de la scène psychobilly. Guana Batz, formé à Feltham, dans le Middlesex en 1983, est également un groupe important. Leur premier album, Held Down to Vinyl at Last (1985), est décrit par le chanteur de Tiger Army Nick 13 comme « le plus important depuis les deux premiers albums des Meteors. »
Le nightclub Klub Foot, ouvert en 1982 au Clarendon Hotel de Hammersmith, sert de repère au mouvement psychobilly émergeant et abrite nombre de groupes associés au style. Johnny Bowler de Guana Batz considère ce club comme « le centre de toute la scène psychobilly. On a des gens de tous horizons à ces soirées. Ca a construit la scène. » Des représentants de labels comme Nervous se servent de Klub Foot pour recruter de nouveaux groupes. Une compilation live intitulée Stomping at the Klub Foot est commercialisée en 1984, qui documentent les soirées et les groupes qui jouaient dans le club à cette époque,. En parallèle, des groupes psychobilly se forment ailleurs en Europe, comme Batmobile formé aux Pays-Bas en 1983, qui font paraître leur premier album en 1985, et jouent ensuite aux festivals psychobilly puis au Klub Foot.
Une autre formation, Reverend Horton Heat naît en 1985 sous l'impulsion du guitariste Jim Heath, et connaît encore en 2019 le succès aux États-Unis.

### Seconde vague en Europe

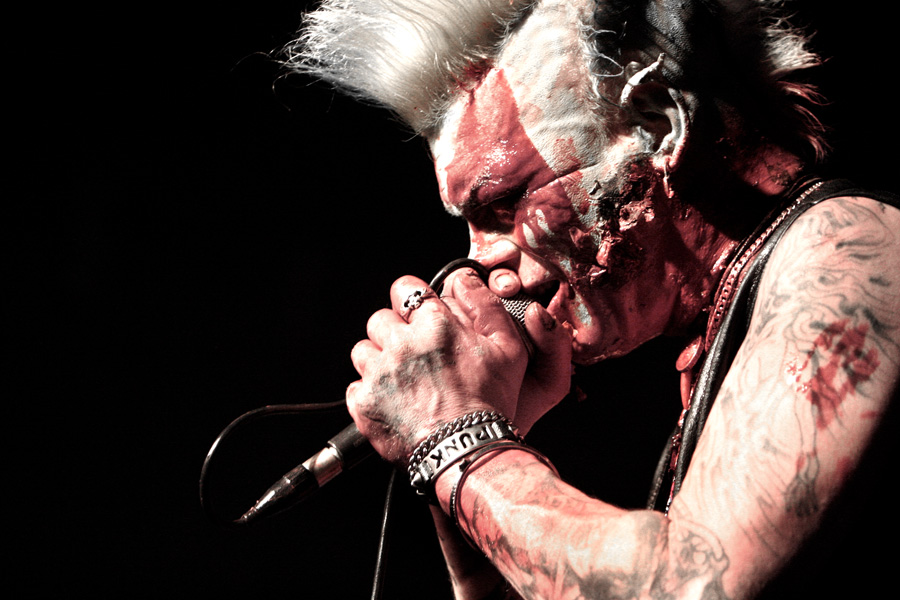
Demented Are Go.

La seconde vague de psychobilly est lancée à la sortie en 1986 du premier album du groupe britannique Demented Are Go, In Sickness & In Health. Le genre se répand ensuite en Europe, inspirant un nombre de nouveaux groupes comme Mad Sin (formé à Berlin,Allemagne en 1987) et Nekromantix (formé au Danemark en 1989), qui fait paraître l'album Curse of the Coffin en 1991. The Quakes formé à Buffalo (New York) en 1986, ne parvient pas à se faire connaître dans sa ville natale et se délocalise à Londres l'année suivante, où il fait paraître l'album Voice of America en 1990,,,. Une autre sortie significative de cette vague s'intitule Rockabilly Psychosis and the Garage Disease, une compilation qui ancre les racines du genre dans le rockabilly et le garage rock.
Les groupes de cette seconde vague repoussent les limites du genre avec l'introduction d'influences musicales diverses. Des labels comme Nervous Records et Crazy Love aident le genre à se développer encore plus, bien qu'il soit encore méconnu aux États-Unis, où les albums sont très faiblement distribués et où les groupes psychobilly préfèrent jouer les week-ends en tournée.

### Troisième vague internationale

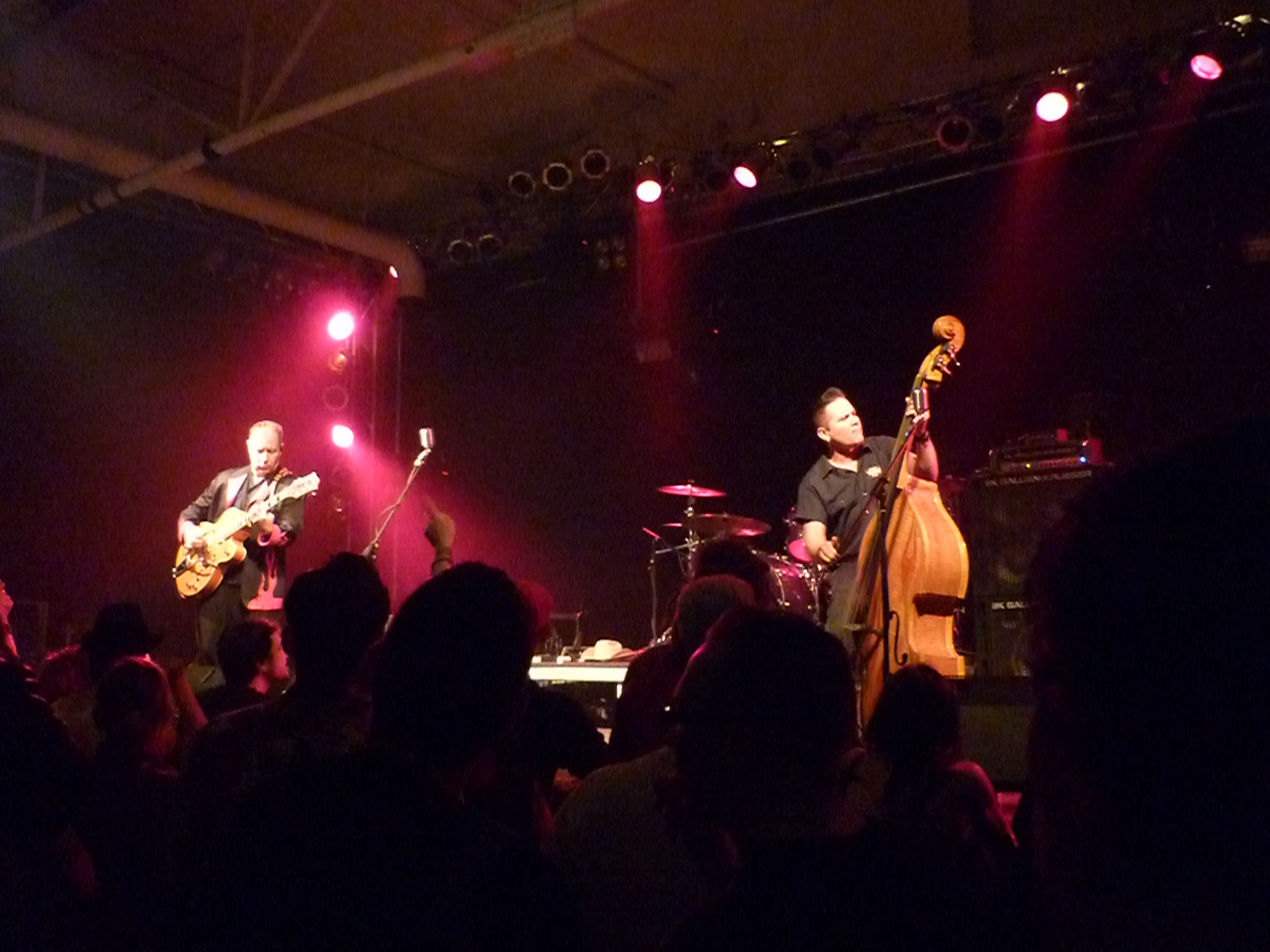
Reverend Horton Heat, sur scène en 2010.

La troisième vague du psychobilly est lancée au milieu des années 1990, durant laquelle des groupes s'inspirent d'autres genres incluant punk hardcore, rock indépendant, heavy metal, new wave, rock gothique, surf rock, country et ska. Le psychobilly se popularise aux États-Unis, en particulier au sud de la Californie, là où le punk rock prospère depuis les années 1970. La vaste communauté latino, fans des premières célébrités du rock 'n' roll, y contribuent également ; idem avec des groupes comme Misfits et Social Distortion.
Tiger Army, formé à San Francisco en 1995, devient le groupe dominant de la scène psychobilly comme le démontre leur album éponyme sorti en 1999. Leur tournée promotionnelle de l'album les aide à établir le psychobilly aux États-Unis. Le label situé à Los Angeles Hellcat Records, dirigé par Tim Armstrong des Rancid, héberge de nombreux groupes de psychobilly comme Tiger Army, Devil's Brigade et les groupes danois Nekromantix et HorrorPops, les deux délocalisés au sud de la Californie au début des années 2000. Les membres de Guana Batz, Pip Hancox et Johnny Bowler, se délocalisent également, à San Diego où ils jouent avec Slim Jim Phantom des Stray Cats sous le nom des Guana Cats. Un autre groupe notable de psychobilly californien se forme dans les années 1990, The Chop Tops. Ils jouent avec des groupes allemands comme Mad Sin et Nekromantix, puis Dead Kennedys, Suicidal Tendencies, Dick Dale, John Lee Hooker, et Chuck Berry.
Le genre se popularise de nouveau en Europe, où de nouveaux groupes continuent à émerger. Asmodeus se forme à Amsterdam, Pays-Bas, en 1992, la même année que Kryptonix en France, et les Godless Wicked Creeps se forment au Danemark l'année suivante,. The Sharks se reforment en Grande-Bretagne et font paraître leur album Recreational Killer. Battle of Ninjamanz se forme au Japon en 1994 et Os Catalepticos se forme au Brésil en 1996. Le groupe australien The Living End se forme en 1994 et se popularise grâce à son double single Second Solution/Prisoner of Society en 1998.
Le psychobilly apparaît également au Canada. The Gutter Demons se forment en 2002 à Montréal, au Québec, et deviennent l'un des groupes psychobilly les plus reconnaissables. The Brains est également originaire de Montréal. Hooch Parkins forme The Matadors en Ontario en 1995. The Creepshow (signés par Tim Armstrong de Rancid) est originaire de Burlington, Ontario. Ils se forment en 2005 ; leurs chansons se centrent principalement sur les films d'horreur. The Switchblade Valentines sont originaires de Victoria. Big John Bates est connu comme « l'un des musiciens les plus notables de Vancouver » (Globe & Mail - Toronto). Le groupe se reforme en 2011 sous le nom Americana Noir.